# أوغر (تيكن)
أوغر (باليابانية: オーガ، بالروماجي: Ōga)، ذُكر أول مرة في ملف شخصية هيهاتشي ميشيما. ويقول بأنه وبعد عدة سنوات منذ استولى هيهاتشي على السيطرة مرة أخرى على ميشيما زايباتسو، قام بتكوين قوات تيكن، وهم قواته الحربية الخاصة. كانت إحدى مهاماتها هي البحث عن معبد قديم موجود في مكان ما في المكسيك. بعد فترة قصيرة من وصولهم إليه، علم هيهاتشي بأن قواته بأكملها تم محوها من قبل أوغر. هيهاتشي، بعد أن شهد قوة أوغر، سعى للسيطرة عليه على أمل خلق أقصى شكل من أشكال الحياة.
تبعاً للقصة الرسمية، هاجم أوغر العديد من أساتذة الفنون القتالية المعروفين عالمياً. بعد عدم ظهور شخصيات عديدة من ألعاب تيكن السابقة في تيكن 3، فإن من المؤكد أن سبب اختفائهم بسبب كونهم ضحايا لأوغر. دُعم ذلك بحقيقة أن أسلوب قتال أوغر مكون بالكامل من أساليب قتال الشخصيات الأخرى، وكثير من أولئك الذين لم يظهروا من بين الشخصيات للعب في تيكن 3، مثل وانغ جينري، بيك دو سان، بروس إرفن، لي تشاولان وكونيمتسو. تم الكشف في وقت لاحق، على كل حال، أن المقاتلين في تيكن الذين هوجموا من قبل أوغر هم فقط بيك دو سان، كينغ الأصلي (الذي مات عندما كان معه أرمور كينغ I بسبب كون جروحه خطيرة من أوغر)، وجون كازاما، والدة جين كازاما. ليس من المعلوم حتى الآن إن كانت كونيمتسو قد هوجمت بالفعل من قبل أوغر حيث أنها لم تذكر من تيكن 2. في يوم ما، عندما كان جين في ال15 من عمره، حذرته والدته جون من شرير مقترب (أوغر)، وأخبرته بالسعي نحو ملجأ عند جده، هيهاتشي. جين، الذي تمنى حماية والدته، حاول الدفاع عنها ضد أوغر. لكن سقط مغشياً عليه. عندما استيقظ جين، وجد جين منزله قد تحول إلى رماد ولم يرى أمه في أي مكان. ذهب جين إلى جده، هيهاتشي، حيث أمرته والدته من قبل. قرر هيهاتشي تدريبه ليصبح مقاتلاً قوياً، معطياً جين الأمل في الأخذ بثأره من أوغر. لكن هدف هيهاتشي من ذلك، كان لجعل جين قوياً بما فيه الكفاية لاستدراج أوغر إليه. في النهاية، أعلن هيهاتشي عن بداية بطولة ملك القبضة الحديدية 3، كطريقة لاستدراج مقاتلين أقوياء كثيرين. وكما خطط، ظهر أوغر في البطولة. فاز جين بكل الجولات وواجه هيهاتشي وانتصر عليه. بعد هزيمته لهيهاتشي، تركه جين ليمتص أوغر طاقته، مما سمح له بتحرير قوته الكاملة (ترو أوغر). شكل أوغر الثاني (المعروف بترو أوغر في ألعاب تيكن اللاحقة)، قادر على استخدام كل مهاراته من شكله السابق، ومع ذلك خاصية الطيران، التنقل، إطلاق النار. هزم ترو أوغر على يد جين، وانبعثت كرة بيضاء من جسده مع اختفائه. على الرغم من عدم ظهوره في اللعبة الرابعة، إلا أنه ظهر لفترة وجيزة في بادئة هيهاتشي. وهذا يفسر ابتكار هيهاتشي خطة جديدة لجعل نفسه المقاتل الأقوى باستعمال جينات أوغر التي جمعت بعد موته على يدي جين. إلا أن جينوم أوغر يمكن فقط دمجه بوجود «الجين الشيطاني» الذي لايمتلكه هيهاتشي. علم هيهاتشي أن جين وكازويا يمتلكانه، وأعلن عن بدء البطولة الرابعة لاستدراجهما. ظهر أوغر فقط في اللعبة المصغرة، ديفل وث-إن، كزعيم. تفاصيل أحداث القصة التي حدثت بعد شهرين من نهاية تيكن 4 وقبل تيكن 5. بعد أن غادر جين هون-مارو بعد المعركة الأخيرة من بطولة ملك القبضة الحديدية 4، سمع جين بأن أمه، جون كازاما، ماتزال حين من جي كوربوريشن. عندما سافر جين إلى مختبراتهم، لم يشاهد أي أثر لوالدته، ولكن بدلاً من ذلك اكتشف أن جي كوربوريشن قامت بإنعاش إما أوغر، أو ببساطة اكتشفت أوغر آخر. تحت المختبرات كان هناك بقايا معبد قديم آخر، حيث قاتل جين ترو أوغر مرة أخرى. هرب أوغر إلى جزء أعمق من الأنقاض، وتبعه جين إلى هناك. الأنقاض الأعمق كانت مصورة كمتاهة كريستالية في عالم آخر. كان الأعداء الذين تنافس معهم جين وحوشاً ومتحولين. الذين كانوا توابع محتملين لأوغر أو حراساً للأنقاض. زعيم المرحلة الرابعة، أداة غريبة الشكل عملاقة تستخدم كرة بيضاء كبيرة للهجوم. بعد أن دمرها جين، تبين أنه غير قصد كسر الختم الذي يحتوي على أوغر. خلال المرحلة الأخيرة للعبة، قاتل جين ترو أوغر مرة أخرى. بعد هزيمته، تبين أن هناك تحولاً آخر. لدى هذا الشكل القدرة على زوابع عملاقة وسحق جين تحت جسده الكبير، إضافة إلى قدراته المستخدمة سابقاً. تبعاً للقصة، انتصر جين على أوغر وهوجم من قبل آليي جاك، الذي تسبب بتحوله إلى ديفل جين.
أوغر (بهيأة ترو أوغر، لكن باسم أوغر) سيظهر في تيكن تاغ تورنمنت 2 مع جون كازاما. وهو الزعيم ماقبل الأخير قبل مواجهة جون. من المحتمل أن أوغر تقدم في السن بسبب عقار هيهاتشي لاستعادة الشباب. ويظهر أن أوغر آكل لحوم البشر؛ حيث يقوم بأكل الخاسر.

## وصلات خارجية
- تيكن ويكي
- تيكنبيديا الإنجليزية